# Tölzer Hütte
Die Tölzer Hütte ist eine Schutzhütte der Kategorie I der Sektion Tölz des Deutschen Alpenvereins (DAV). Sie liegt auf 1835 m ü. A. unterhalb des Schafreuters im Vorkarwendel, dem nordöstlichen Teil des Karwendel. Sie ist von Mai bis Oktober ein wichtiger Stützpunkt für zahlreiche Wanderungen und Überschreitungen. Die Hütte ist beteiligt an den Kampagnen Mit Kindern auf Hütten und So schmecken die Berge (Initiative zur Unterstützung der regionalen Wirtschaft).

## Umweltgütesiegel
2016 wurde der Tölzer Hütte das Umweltgütesiegel für Alpenvereinshütten des Deutschen Alpenvereins verliehen.
Damit wurden zahlreiche Projekte zur Erhöhung der Nachhaltigkeit aus den vorherigen 20 Jahren prämiert. 1995/96 wurde die Stromversorgung auf eine Photovoltaikanlage und ein Windrad mit Wechselrichter und einer Batterie umgestellt. Nur bei längerem schlechten Wetter wurden große Verbraucher wie die Waschmaschine zunächst durch ein Dieselaggregat gespeist.
2001 wurde die Warmversorgung auf eine Solaranlage umgestellt. Seit 2004 wird Regenwasser für die Toilettenspülung genutzt. 2014 wurde eine neue biologische Kläranlage errichtet und die Photovoltaikanlage erweitert. Das Dieselaggregat wurde durch ein mit Pflanzenöl betriebenes Blockheizkraftwerk ersetzt.

## Sanierung

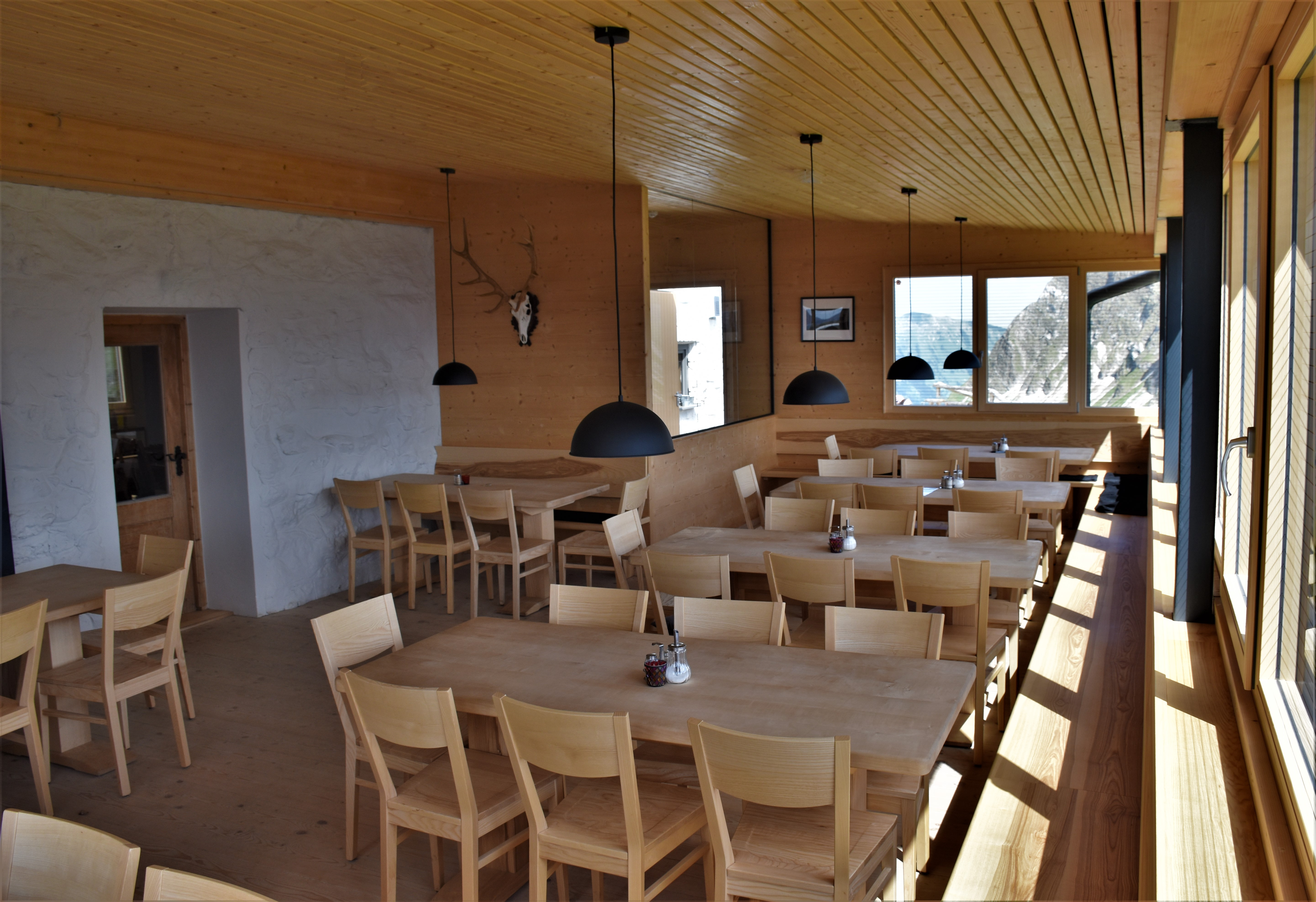
Gaststube der Tölzer Hütte

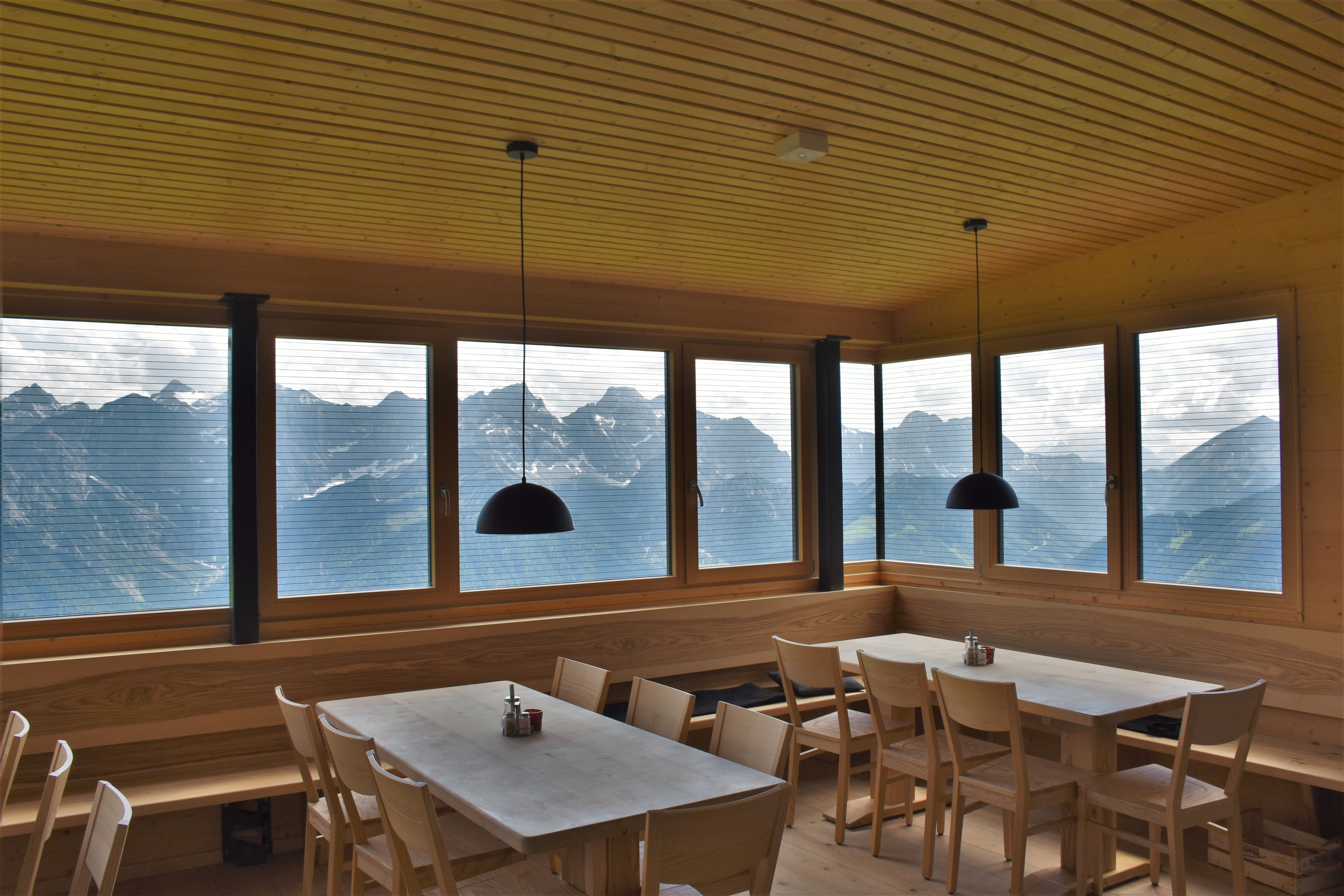
Ausblick aus der Gaststube der Tölzer Hütte

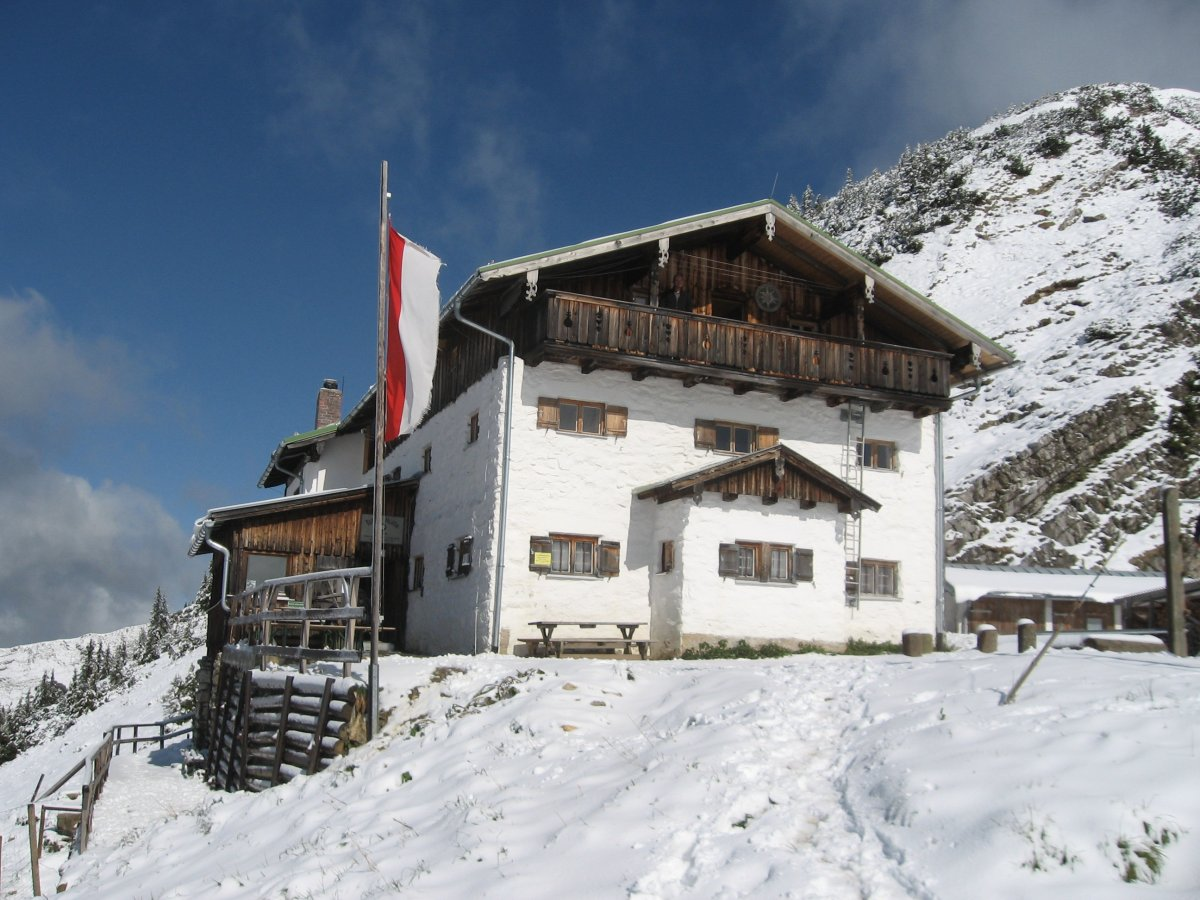
Außenansicht der Tölzer Hütte vor der Sanierung

In den Jahren 2019 und 2020 wurde die Tölzer Hütte generalsaniert und u. a. mit einem neuen Küchen- und Bewirtungsbereich ausgestattet.

## Zugänge
- Standardweg aus dem Rißtal nahe Hinterriß (Bushaltestelle Aufstieg Tölzer Hütte, Parkplatz, 903 m ü. A.) über den Leckbachweg, Gehzeit 2 bis 3 Stunden: Dieser Zustieg beginnt bei der Bushaltestelle „Aufstieg Tölzer Hütte“ an der Straße zwischen Vorderriß und Hinterriß, ca. 700 Meter nach der Kaiserhütte in Richtung Hinterriß. Parkplätze sind vorhanden. Von hier geht es auf einem alpinen Steig, dem sogenannten Leckbachweg (900 hm), zur Hütte. Bald nach dem Start zweigt der Weg links von der Forststraße ab. Auf dem letzten Wegabschnitt gabelt sich der Weg in 2 Varianten. Die Strecken sind nach Gehzeit und Schwierigkeit fast identisch, der Weg nach links ist etwas alpiner ausgeprägt. Der Leckbachweg ist familientauglich und mit entsprechendem Schuhwerk und ausreichender Kondition sowie Trittsicherheit auch für Kinder ab ca. 8 Jahren geeignet.
- von Fall (773 m ü. A., Bushaltestelle) über die Grammersbergalm und die Moosenalm, Gehzeit 5 Stunden, optional mit Überschreitung des Schafreuters
- von Fall durch das Dürrach- und Krottenbachtal, zuletzt sehr steiler Anstieg zum Delpssee, Gehzeit 4 Stunden
- von der Bushaltestelle Oswaldhütte im Rißtal (844 m ü. A.) über die Moosenalm, Gehzeit 3 bis 4 Stunden (auch als Skitour)
- aus dem Rißtal der Reitsteig, beginnend 3 km südlich von Vorderriß, über die Moosenalm, Gehzeit 4 Stunden

## Übergänge
- über den Grasbergkamm-Höhenweg zur Plumsjochhütte (1630 m ü. A.), Gehzeit 6 Stunden, anspruchsvoller Höhenweg über den Grasbergkamm (Fleischbank, Hölzelstaljoch, Grasberg, Kompar), Trittsicherheit und Schwindelfreiheit erforderlich
- zur Falkenhütte (1848 m ü. A.) über das Rißtal, Johannestal und den Kleinen Ahornboden, Gehzeit 6 – 7 Stunden
- zum Karwendelhaus (1771 m ü. A.) über Rißtal, Johannestal und den Kleinen Ahornboden, Gehzeit 6 Stunden

## Gipfelbesteigungen
- Schafreuter (auch Schafreiter, 2102 m ü. A.), Hausberg der Tölzer Hütte, Gehzeit ca. 1 Stunde, Schwindelfreiheit und Trittsicherheit erforderlich
- Schönalmjoch (1986 m ü. A.), Gehzeit 2½ Stunden
- Stierjoch (1908 m ü. A.), Gehzeit 1 Stunde
- Delpsjoch (1945 m ü. A.), Gehzeit ½ Stunde